# ناپاپیجری
ناپاپیجری (انگلیسی: Napapijri) شرکت پوشاک ایتالیایی است، که در سال ۱۹۸۷ تأسیس شد.